# Rhodri Morgan
Rhodri Morgan (29. září 1939 Cardiff – 17. května 2017 Wenvoe) byl velšský politik. Jeho otcem byl pedagog T. J. Morgan a starším bratrem historik Prys Morgan. Studoval na oxfordské St John's College a následně na Harvardově univerzitě. V roce 1967 se jeho manželkou stala Julie Edwards, která byla později rovněž političkou. V letech 1999 až 2011 byl členem Velšského národního shromáždění. Roku 2000 se stal Prvním ministrem Walesu – v této funkci zůstal až do roku 2009, kdy jej nahradil Carwyn Jones. Zemřel roku 2017 ve věku 77 let.